# Anna Kotočová
Anna Kotočová (officiellement Anna Janostínová-Kotočová), née le 6 avril 1968 à Trstená, est une ancienne joueuse de basket-ball slovaque, naturalisée française, évoluant au poste d'intérieure. Après sa carrière de joueuse, elle devient entraîneuse.

## Biographie
Née le 6 avril 1968 à Trstená (alors en Tchécoslovaquie, puis en Slovaquie), elle est la sœur aînée  de Silvia Janostínová. Après avoir passé de nombreuses années en Slovaquie, elle rejoint le championnat de France, d'abord à Mirande durant quatre saisons, où elle joue avec Valérie Garnier sous la direction d'Alain Jardel.
Arrivée au Bourges, elle décroche dès la première saison dans le Berry sous la direction de Vadim Kapranov le titre national et la Coupe Ronchetti, en tenant tête en finale à l'américaine de Parme Venus Lacy : « Ce titre n'est pas qu'une victoire en Ronchetti, c'était le début de l'histoire du club. C'est le premier titre européen de basket féminin en France. À partir de là, on a commencé à parler de basket français, de Bourges ». Avec Bourges, elle remporte cinq titres consécutifs de championne de France, mais aussi trois fois l'EuroLigue, en 1997, 1998 et 2001. Naturalisée française, après trois participations aux Jeux olympiques pour la Tchécoslovaquie (1988) et la Slovaquie (1992 et 2000), elle remporte le titre européen sur le parquet de Bourges face au Getafe Madrid 76 à 64.
Après sa retraite sportive en 2001, Anna reste dans le basket. Elle occupe tout d'abord un poste d'assistante auprès de l'Équipe de Slovaquie Féminine puis elle fait partie de l’encadrement de l’équipe de France féminine U20. En 2007, elle est une des assistantes de Jacques Commères, entraîneur de l'équipe de France féminine senior.
En 2018, elle est responsable du pôle espoir du CREPS Centre Val-de-Loire et des sélections tricolores féminines de 3X3.

## Carrière
- 1979-1990 :  Banska Bystrica
- 1990-1994 :  BAC Mirande
- 1994-2001 :  CJM Bourges Basket

## Palmarès

### Club
- Trois fois Championne d'Europe Euroligue en 1997, 1998 et 2001[2].
- Vice-Championne d'Europe Euroligue en 2000.
- Remporte la Coupe Ronchetti en 1995[2].
- Championne de France en 1996, 1997, 1998, 1999 et 2000[2].
- Vainqueure du Tournoi de la Fédération (1996, 1999, 2000, 2001) 1996, 1999,  2000 et 2001[2]

## Entraîneuse
- Médaille de bronze U18 3x3 en 2019[5],[6].